# Ausbildung
Ausbildung umfasst die Vermittlung von Fertigkeiten und Wissen durch eine dazu befugte Einrichtung, beispielsweise eine staatliche Schule, eine Hochschule oder ein privates Unternehmen. Im Regelfall steht am Ende einer institutionellen Ausbildung eine Abschlussprüfung des Absolventen, der nach erfolgreicher Teilnahme ein Dokument erhält, das den positiven Abschluss der Ausbildung bescheinigt und seine erworbene Befähigung nachweist, beispielsweise ein akademischer Titel, ein beruflicher Abschluss oder eine Befähigung in einem bestimmten Sachgebiet. Die Ausbildung unterscheidet sich vom Begriff Bildung durch ihre Vollendung und Zweckbestimmtheit.

## Berufsausbildung in Deutschland
Im Unterschied zum umfassenderen Begriff der Bildung verfolgt die Berufsausbildung praktische Absichten. Ihre pädagogische Zielsetzung liegt weniger in der allgemeinen und persönlichen Entfaltung, als vielmehr in der standardisierten Vermittlung von anwendbaren Fertigkeiten, die zumeist der gewerblichen Berufsausübung dient.
Bei der dualen Berufsausbildung erfüllen insbesondere Ausbildungsbetriebe und Berufsschulen (berufsbildende Schulen; Berufskollegs) diese Aufgaben nach den Vorgaben des Berufsbildungsgesetzes (BBiG). Als Grundlage für eine geordnete und einheitliche Berufsausbildung erlässt das Bundesministerium für Wirtschaft und Arbeit oder das sonst zuständige Fachministerium Ausbildungsordnungen. Für einen anerkannten Ausbildungsberuf darf nur nach der Ausbildungsordnung ausgebildet werden. In anderen als anerkannten Ausbildungsberufen dürfen Jugendliche unter 18 Jahren nicht ausgebildet werden. Das Berufsbildungsgesetz setzt als Voraussetzung für eine Ausbildung zu einem anerkannten Beruf keine Vorgaben für absolvierte Schulausbildungen oder sonstige Fortbildungen.
Die Bewerbung um einen Ausbildungsplatz umfasst ein Vorstellungsgespräch und zumeist auch einen Eignungstest. Für beides sollte der Bewerber sich vorbereiten, um möglichst seine Stärken herausstellen zu können. Zu der Vorbereitung gehört sicherlich auch, dass über Tagesgeschehen Auskunft gegeben werden kann. Teilweise kommen auch sogenannte Assessment-Center für die Bewerberauswahl zum Einsatz.
Die Ausbildungsdauer variiert je nach Ausbildungsberuf zwischen zwei und dreieinhalb Jahren. Die reguläre Ausbildungsdauer wird zum Beispiel für die Ausbildung zum Industriemechaniker oder Mechatroniker in der gültigen Ausbildungsordnung vom Gesetzgeber festgelegt, eine Verkürzung kann üblicherweise bei guten Leistungen beantragt und gewährt werden.
Eine andere Möglichkeit der Berufsausbildung gibt es an staatlichen berufsbildenden Schulen oder Kollegschulen, die vollzeitschulisch erfolgt. Die Auszubildenden machen in der Regel aber angeleitete Praktika (Praktikum) bzw. Anerkennungspraktika (Erzieher) von unterschiedlicher Länge (je nach Beruf und Bundesland) in sehr verschiedenen Institutionen oder Betrieben, je nach Beruf. Beispiele für solche Ausbildungen: elektrotechnischer Assistent, Erzieher und so weiter.
Häufig gibt es die Möglichkeit, diese Berufsausbildungen mit dem Zeugnis der Fachoberschulreife (FOR; mittlere Reife), Fachhochschulreife, der fachgebundenen Hochschulreife oder allgemeinen Hochschulreife (Abitur) zu koppeln. Die Möglichkeiten der Doppel-Qualifizierung werden vor allem in kaufmännischen, medientechnischen und sozialpädagogisch orientierten Ausbildungsgängen wahrgenommen.
Ein Element der Berufsausbildung sind Unterweisungen. So fordert § 12 Abs. 1 des Arbeitsschutzgesetzes, dass die Versicherten ausreichend und angemessen unterwiesen werden. Auslöser für eine Unterweisung sind z. B. Einstellung oder Versetzung, Veränderungen im Aufgabenbereich oder Veränderungen in den Arbeitsabläufen.
Einige Arbeitgeber nutzen die Vergabe von Ausbildungsplätzen, um die Arbeitskosten zu reduzieren.

## Schweiz
Die Schüler besuchen zuerst die Sekundarschule und beenden diese mit 15 oder 16 Jahren. Der Lehrvertrag ist befristet und kann nicht normal gekündigt werden. Eine fristlose Kündigung ist nur in zwei Fällen möglich – entweder im gegenseitigen Einvernehmen oder bei wichtigen Gründen, zum Beispiel weil die Lehrfirma und der Ausbildner feststellt, dass ein erfolgreicher Lehrabschluss nicht gelingen wird oder weil der Lernende eine schwere Tat begangen hat, die zum Vertrauensverlust geführt hat. Das kantonale Amt für Berufsbildung muss die Auflösung des Lehrvertrags genehmigen.
Fairplay; Dies ist ein Gentlemen’s Agreement von 1989, das den Grundsatz enthält, dass man mit der Lehrstellenvergabe bis am 1. November des dritten Sekundarschuljahres abwarten soll. Dieses Agreement ist in den letzten Jahren weniger häufig angewendet worden, was zu höheren Auflösungen der Lehrverhältnisse geführt hat.

## Ausbildung in Teilzeit
Als Ergänzung zur Ausbildung in Vollzeit hat der Gesetzgeber mit der Novellierung des Berufsbildungsgesetzes (BBiG) vom 1. April 2005 die Möglichkeit geschaffen, eine betriebliche Ausbildung auch in Teilzeit zu machen. Dies wurde mit der Novelle des BBiG von 2020 durch den neu eingefügten §7a BBiG wesentlich erleichtert. Demgemäß genügt es grundsätzlich, wenn Auszubildender und Ausbildender sich darüber einig sind. Die Verkürzung der täglichen oder wöchentlichen Arbeitszeit muss zwischen beiden Parteien schriftlich vereinbart werden. Diese Möglichkeit besteht sowohl vor Beginn der Ausbildung als auch im Verlauf dieser durch einen Änderungsvertrag. Es ist beispielsweise auch möglich, eine Ausbildung in Teilzeit zu beenden, wenn diese Ausbildung nach einer Schwangerschaft wegen Mutterschutz und gegebenenfalls Elternzeit unterbrochen wurde.
Grundsätzlich können alle Berufe in Teilzeit erlernt werden, die durch das Berufsbildungsgesetz (BBiG) und die Handwerksordnung (HwO) geregelt sind. Voraussetzungen sind eine entsprechende Vereinbarung zwischen Ausbildungsbetrieb und Auszubildendem sowie die Zustimmung der zuständigen Kammer.
Die Mindeststundenzahl beträgt 20 Stunden pro Woche inklusive des Besuchs der Berufsschule. Die Dauer der Ausbildung verlängert sich gemäß §7 Absatz 2 BBiG entsprechend der Verkürzung der Arbeitszeit, höchstens jedoch bis zum Einfachhalben der Dauer, die in der Ausbildungsordnung für die betreffende Berufsausbildung in Vollzeit festgelegt ist. Im Einvernehmen mit dem Ausbildenden ist auch eine gleichzeitige Verkürzung der Ausbildungszeit nach § 8 Absatz 1 BBiG möglich. Dies setzt voraus, dass zu erwarten ist, dass das Ausbildungsziel in der gekürzten Dauer erreicht wird.
§ 7a Abs. 3 BBiG sieht darüber hinaus im Falle einer Verlängerung für die Auszubildenden aber auch die Möglichkeit vor, die Verlängerung der Berufsausbildung auch bis zum nächstmöglichen Prüfungstermin zu verlangen. Hintergrund dieser Möglichkeit ist die Tatsache, dass bei einer Anwendung des § 7 Absatz 2 aufgrund der Vielzahl möglicher Modelle einer Teilzeitausbildung nicht in jedem Fall ein offizieller Prüfungstermin erreicht werden kann.
Im Unterschied hierzu musste nach der vorherigen, bis 2019 gültigen Fassung des BBiG für die Verkürzung der Ausbildung durch die Reduzierung der Wochenstunden ein berechtigtes Interesse vorliegen. Ein berechtigtes Interesse lag hierbei vor, wenn der oder die Auszubildende entweder wegen der Betreuung eigener Kinder oder der Pflege naher Angehöriger keine Ausbildung in Vollzeit machen kann. Auch persönliche, zum Beispiel gesundheitliche Einschränkungen, die keine Tätigkeit von mehr als sechs Stunden pro Tag zulassen, stellten ein berechtigtes Interesse dar. Dabei verlängert sich die Ausbildungsdauer um entweder mindestens sechs Monate oder höchstens zwölf Monate. Wurde eine Ausbildungszeit von 25 oder mehr Stunden pro Woche vereinbart, konnte die Ausbildung in der regulären Dauer beendet werden. Diese 25 Stunden pro Woche wurden vom DIHK (Deutscher Industrie- und Handelskammertag) und vom ZDH (Zentralverband des deutschen Handwerks) als Erreichen von 75 Prozent der vollen wöchentlichen Ausbildungszeit festgelegt.
Daneben können auch einige Berufe, die in anderen Gesetzen geregelt sind, in Teilzeit erlernt werden.
So sieht § 6 Absatz 1 Pflegeberufegesetz vor, dass die Ausbildung zum Pflegefachmann oder zur Pflegefachfrau auch in Teilzeit absolviert werden kann. Ihre Dauer beträgt dabei höchstens fünf Jahre.
Eine entsprechende Regelung enthält auch § 5 Absatz 1 Notfallsanitätergesetz für den Beruf des Notfallsanitäters.